# RON TV
RON TV ist ein privater Fernsehsender mit Sitz in Mannheim. RON steht für „Rheinpfalz Odenwald Neckar“.

## Programm
Die Zone7 GmbH & Co. KG produziert unter dem Namen RON TV das RTL-Regionalprogramm für die Metropolregion Rhein-Neckar. In diesem Nachrichtenmagazin wird aus den Bereichen Politik, Wirtschaft, Kultur und Soziales berichtet. Darüber hinaus widmet sich die Redaktion aber auch allen anderen Themenfeldern, die für das Leben und die Menschen wichtig sind und auf öffentliches Interesse stoßen. Themen, die ein allgemeines Gesprächsthema sind.
in der Metropolregion Rhein-Neckar ist das Programm von RON TV täglich von Montag bis Freitag von 18:00 Uhr bis 18:30 Uhr über einen Kabelanschluss und über DVB-T 2 auf dem Kanal von RTL zu empfangen. Außerdem im Livestream.

## Betreiber
Die Zone7 GmbH & Co. KG bewarb sich im Jahr 2016 im Rahmen des Ausschreibungsverfahrens der Landesmedienanstalten um das RTL-Regionalfenster und setzte sich gegen den Mitbewerber RNF durch. Am 1. August 2017 startete RON TV mit seiner ersten Sendung. Zone 7 beschäftigt 35 festangestellte Mitarbeiter, vier Volontäre und rund 10 freie Kameraleute.

## Weblink
- www.zonesieben.de